# Municipio de Getchell
El municipio de Getchell (en inglés: Getchell Township) es una subdivisión administrativa del condado de Barnes, Dakota del Norte, Estados Unidos. Según el censo de 2020, tiene una población de 52 habitantes.

## Geografía
Está ubicado en las coordenadas 47°0′55″N 98°1′53″O / 47.01528, -98.03139. Según la Oficina del Censo de los Estados Unidos, el municipio tiene una superficie total de 92.77 km², de la cual 90.08 km² corresponden a tierra firme y (2.9 %) 2.69 km² es agua.

## Demografía
Según el censo de 2020, hay 52 personas residiendo en la zona. La densidad de población es de 0.58 hab./km². La totalidad de los habitantes son blancos. No hay hispanos o latinos de ninguna raza viviendo en el área.